# Amphiliidae
Amphiliidae — родина сомоподібних риб. Складається з 3 підродин, 13 родів, 68 видів. Інші назви «слиж-сомики», «налимові сомики», «африканські м'якоплавцеві соми».

## Опис
Загальна довжина представників цієї родини коливається від 2 до 50 см. Зовнішністю схожі на слижів або налимів. Це витягнуті в довжину рибки. Голова маленька, звужена або загострена. У три пари вусиків. Очі невеличкі, розташовані у верхній частині голови. Рот невеликий, розташовано у нижній частини голови. Тулуб стрункий. Плавальний міхур невеличкий, розділений на 2 нерівні частини. Спинний плавець має коротку основу. У підродини Amphiliinae спинний і грудні шипи відсутні або слабо розвинені. Грудні й черевні плавці великі, широкі, перший промінь кожного зазвичай широкий, гнучкий і нитчастий. На них є маленькі присосочки. Анальний плавець невеличкий. У підродини Doumeinae черево подовжене на відміну від інших підродин. Хвостове стебло довге.
Забарвлення коричнево-чорне, сірувате, сріблясте.

## Спосіб життя
Воліють до чистих річок, особливо на значних висотах у швидкоплинних потоках. Активні переважно вночі або присмерку. Вдень ховаються біля дна, кріпляться присосочками на плавцях до каміння. Живляться дрібними безхребетними.
Являють певний інтерес для акваріумістів.

## Розповсюдження
Зустрічається в водоймах тропічної Африки.

## Підродини та роди
- Підродина Amphiliinae
  - Рід Amphilius
  - Рід Paramphilius
- Підродина Leptoglanidinae
  - Рід Dolichamphilius
  - Рід Leptoglanis
  - Рід Psammphiletria
  - Рід Tetracamphilius
  - Рід Zaireichthys
- Підродина Doumeinae
  - Рід Andersonia
  - Рід Belonoglanis
  - Рід Congoglanis
  - Рід Doumea
  - Рід Phractura
  - Рід Trachyglanis